# 教育フォーカス
『教育フォーカス』（きょういくフォーカス）は、2002年4月4日から2003年3月27日までNHK教育テレビジョンで放送されていた教養番組である。全43回。

## 概要
教育現場で起きている問題と最新の動向を子育て中の親に向けて伝えていた番組。司会はNHKアナウンサーの刈屋富士雄が務めていた。
優れた授業を実践している人物を紹介していた本番組の「わくわく授業」シリーズは、番組の終了翌週に『わくわく授業 わたしの教え方』と題して単独番組化した。

## 放送時間
いずれも日本標準時。
- 本放送：木曜日 23:00 - 23:30 （2002年4月4日 - 2003年3月27日）
- 再放送：木曜日 15:30 - 16:00 （2002年4月11日 - 2003年4月3日）

## 放送リスト
| 回数 | 初回放送日     | サブタイトル                                     |
| ---- | -------------- | ------------------------------------------------ |
| 1    | 2002年4月4日   | “生きる力”って何ですか？ 1                       |
| 2    | 2002年4月11日  | “生きる力”って何ですか？ 2                       |
| 3    | 2002年4月18日  | “生きる力”って何ですか？ 3                       |
| 4    | 2002年4月25日  | “生きる力”って何ですか？ 4                       |
| 5    | 2002年5月2日   | 教育改革1か月 1 学ぶ意欲をどう育むか             |
| 6    | 2002年5月9日   | 教育改革1か月 2 動き始めた少人数授業             |
| 7    | 2002年5月16日  | 教育改革1か月 3 親が学校を変える!?               |
| 8    | 2002年5月23日  | 教育改革1か月 4 “ゆとり”の土曜日日 子どもたちは… |
| 9    | 2002年5月30日  | 教育改革1か月 5                                  |
| 10   | 2002年6月6日   | 対論 どうする“学力” 1                            |
| 11   | 2002年6月13日  | 対論 どうする“学力” 2                            |
| 12   | 2002年6月20日  | 答えはひとつじゃない 滝井章さんの算数            |
| 13   | 2002年6月27日  | どう活かす？学校のコンピューター                 |
| 14   | 2002年7月4日   | “絶対評価”で成績はどう変わる？                   |
| 15   | 2002年7月11日  | 漢字が分かれば世界が広がる 卯月啓子さんの国語    |
| 16   | 2002年7月18日  | 選択学習で生徒が変わる                           |
| 17   | 2002年7月25日  | 学校が変わった四か月                             |
| 18   | 2002年9月5日   | めざせ!授業のスキルアップ                        |
| 19   | 2002年9月12日  | 感動する“教科書”を                               |
| 20   | 2002年9月19日  | 実験の“なぜ?”を考えよう 大原ひろみさんの理科     |
| 21   | 2002年9月26日  | “話す・聞く”の力を伸ばせ                         |
| 22   | 2002年10月3日  | フリーター・ゼロをめざせ！ある高校の取り組み     |
| 23   | 2002年10月10日 | メディアが教室を変える 1                         |
| 24   | 2002年10月17日 | メディアが教室を変える 2                         |
| 25   | 2002年10月24日 | 日本の歴史をみんなで探ろう                       |
| 26   | 2002年10月31日 | “発展的な学習”ってなに？                         |
| 27   | 2002年11月7日  | デジタル教材の未来                               |
| 28   | 2002年11月14日 | 名画のヒミツに迫ろう 前田康裕さんの図工          |
| 29   | 2002年11月21日 | 学ぶ意欲を取り戻すために                         |
| 30   | 2002年11月28日 | こうすれば本が好きになる                         |
| 31   | 2002年12月5日  | “教育基本法”議論 論点は何か                      |
| 32   | 2002年12月12日 | 実感しよう！重さの計算 森川みや子さんの算数      |
| 33   | 2002年12月19日 | 小中連携で英語力を伸ばせ                         |
| 34   | 2002年12月26日 | 教育改革にチャンスあり                           |
| 35   | 2003年1月9日   | 大学入試改革 1                                   |
| 36   | 2003年1月16日  | 大学入試改革 2                                   |
| 37   | 2003年1月23日  | “笑い”でみがく言葉の力 善元幸夫先生の国語        |
| 38   | 2003年1月30日  | 夢のタマゴをあたためよう                         |
| 39   | 2003年2月6日   | 子どもの声が授業を変える                         |
| 40   | 2003年2月13日  | 高校で“情報”をどう教えるか                       |
| 41   | 2003年2月20日  | 一年間の“教育実習”                               |
| 42   | 2003年2月27日  | 子どもたちはなぜ勉強しなくなったのか             |
| 43   | 2003年3月6日   | “学力”にゆれた一年                               |

## 関連書籍
- これならわかる教育改革（発行日：2002年12月、編集：NHK「教育フォーカス」制作班、出版：KTC中央出版、ISBN 4-87758-282-7）